# Luci Asprenat
Luci Asprenat (llatí: Lucius Asprenas) va ser un militar romà que va florir al segle i aC i al segle i.
Era llegat del seu oncle matern Publi Quintili Var l'any 10 i va salvar l'exèrcit del seu cap de la total destrucció en la batalla del bosc de Teutoburg després de la mort de Var. És probablement el mateix que el cònsol de l'any 6, anomenat Luci Noni Asprenat (Lucius Nonnius Asprenas) i el que va ser procònsol d'Àfrica Luci Asprenat l'any 14 a la mort d'August, esmentat per Tàcit, i que segons alguns historiadors va ser enviat per Tiberi a matar Semproni Grac. Tàcit encara l'esmenta l'any 20.